# Dagneux
Dagneux es una comuna francesa situada en el departamento de Ain, de la región de Auvernia-Ródano-Alpes.

## Geografía
En el noreste de la aglomeración urbana de Lyon, la autopista A42 (salida 6) es su principal acceso. Está atravesada por la carretera nacional RN84, continuadora de la antigua ruta real construida entre 1742 y 1770.
La comuna está atravesada por el río Cottey.

## Demografía
| 1 150 | 1 372 | 1 817 | 2 091 | 3 317 | 3 757 | 3 906 | 4 183 | 4 308 | 4 769 |
| Para los censos de 1962 a 1999 la población legal corresponde a la población sin duplicidades (Fuente: INSEE [Consultar]) |       |       |       |       |       |       |       |       |       |

## Lugares y monumentos
- Lac Neyton, actualmente lugar de esparcimiento, en tiempos se utilizó como establecimiento termal.
- Cementerio militar alemán, constituido entre 1952 y 1958 para albergar los restos de militares alemanes fallecidos en el sur de Francia durante la Segunda Guerra Mundial. 19.913 fallecidos reposan en el mismo.